# تپه روزه
تپه روزه مربوط به اواخر هزاره دوم قبل از میلاد است و در ۱۲ کیلومتری غرب آزادشهر واقع شده و این اثر در تاریخ ۲۳ فروردین ۱۳۴۶ با شمارهٔ ثبت ۷۳۱ به‌عنوان یکی از آثار ملی ایران به ثبت رسیده است.